# Stenorista fortunata
Stenorista fortunata is een vlinder uit de familie van de grasmotten (Crambidae). De wetenschappelijke naam van de soort is voor het eerst voorgesteld als Sameodes fortunata door William Schaus in een publicatie uit 1912.
De soort komt voor in Costa Rica.